# Christian Carl af Slesvig-Holsten-Sønderborg-Nordborg
Hertug Christian Karl af Slesvig-Holsten-Sønderborg-Plön-Norburg (født 20. august 1674 i Magdeburg, død 23. maj 1706 i Sønderborg) var en Brandenburg-preussisk officer.

## Liv og gerning
Christian Karl var den yngre søn af August af Slesvig-Holsten-Sønderborg-Nordborg og Elisabeth Charlotte fra Anhalt-Harzgerode. Han valgte en karriere som officer og blev den 30. november 1697 oberst i Brandenburg. Den 14. januar 1705 blev han udnævnt til preussisk generalmajor.
Efter, at hertug Augustus døde, og hertug Joachim Frederik tiltrådte i 1699, fik Christian kun den tidligere hans onkel Bernhard af Slesvig-Holsten-Sønderborg-Plons tilhørende ejendomme Søbygård og Guds Gave på Ærø som paréage .

## Familie
Christian Karl giftede sig den 20. februar 1702 i Curti slot i Groß-Umstadt med Dorothea Christina af Aichelberg (født 23. januar 1674, død 22. juni 1762), datter af Johann Franz von Aichelberg, foged i Norburg. Det ulige og hemmeligt lukkede ægteskab førte til en sammenligning med hans regerende broder, hvor Christian Karl gav afkald på sine efterkommere om fyrste rettighederne og adopterede familienavnet Karlstein. Parret fik følgende børn:
- Charlotte Amalie (1703-?, Døde som barn)
- Wilhelmine Augusta (1704-1749), gift 1731 Conrad Ditlev Reventlow, den ældste søn af Christian Ditlev Reventlow
- Frederik Carl (1706–1769

Christian Karl døde af kopper. Han blev først begravet i Nordborg. Efter, at hans søn Friedrich Karl var blevet hertug af Slesvig-Holsten-Plön efter en lang arvekonflikt, fik han liget overført til den kongelige krypt i Plön.